# Amtshaus Amtshof 3
Das ehemalige Amtshaus Amtshof 3 in der niedersächsischen Samtgemeinde Land Hadeln, Gemeinde Neuhaus, Amtshof 3, im Landkreis Cuxhaven, stammt vom Ende des 19. Jahrhunderts. Aktuell (2024) wird es vom Jugendhilfeverbund Neuhaus als Jugendzentrum genutzt und durch die Marie-Juchacz-Förderschule.
Das Gebäude steht unter Denkmalschutz (siehe auch Liste der Baudenkmale in Neuhaus (Oste)).

## Geschichte
Die Besiedelung des Ortes fand um 1000 nach Christus auf den Wurten rund um die Aue, Oste und Elbe statt. In der Nähe zum Hafen an der Oste ist der Siedlungskern des Ortes.
Das ehemalige Amtshaus wurde als stattlicher repräsentativer Drostesitz nordöstlich der Burg erbaut. Wie die jüngeren Bauten wie das Amtsgericht und das Kreishaus steht es auf der Westseite der Straße Amtshof, an deren nördlichem Ende.
Der Kreis Neuhaus an der Oste wurde 1867 in der preußischen Provinz Hannover zu Militär- und Steuerverwaltungszwecken aus den Amt Neuhaus an der Oste und Amt Osten gebildet und mit Einführung der neuen Kreisordnung für die Provinz wurden beide Ämter 1885 endgültig zusammengeschlossen.

## Beschreibung
Das zweigeschossige traufständige Gebäude in Backstein mit ziegelgedecktem Krüppelwalmdach stammt von 1723 (Inschrift). Die Fassaden wurden mit rechteckigen Fenstern in Korbbogennischen und einem aufwändig gestalteten rundbogigen Sandsteinportal mit Pilastern in der straßenseitigen Ostfassade gestaltet. Die Innenausstattung ist teilweise erhalten.
Das Landesdenkmalamt befand u. a.: „… geschichtliche und städtebauliche Gründe wegen des orts-, bau- und kunstgeschichtlichen, gebäudetypischen, orts- und straßenraumprägenden Zeugniswerts …“